# Bengough
Bengough är en ort i Kanada.   Den ligger i provinsen Saskatchewan, i den södra delen av landet, 2 200 km väster om huvudstaden Ottawa. Bengough ligger 684 meter över havet och antalet invånare är 337.
Terrängen runt Bengough är platt. Trakten runt Bengough är nära nog obefolkad, med mindre än två invånare per kvadratkilometer..
Trakten runt Bengough består i huvudsak av gräsmarker.